# Saint-Sauves-d’Auvergne
Saint-Sauves-d’Auvergne ist eine französische Gemeinde mit 1.128 Einwohnern (Stand: 1. Januar 2022) in der Region Auvergne-Rhône-Alpes im Département Puy-de-Dôme. Sie gehört zum Kanton Le Sancy im Arrondissement Issoire. Die Einwohner werden Saint-Sauviens genannt.

## Geographie
Saint-Sauves-d’Auvergne liegt etwa 36 Kilometer südwestlich von Clermont-Ferrand an der Dordogne. Umgeben wird Saint-Sauves-d’Auvergne von den Nachbargemeinden Saint-Julien-Puy-Lavèze im Norden, Laqueuille im Nordosten, Murat-le-Quaire im Osten, La Bourboule im Osten und Südosten, La Tour-d’Auvergne im Süden, Tauves im Südwesten, Avèze im Westen sowie Saint-Sulpice im Nordwesten.

## Bevölkerungsentwicklung
| Jahr                       | 1962 | 1968 | 1975 | 1982 | 1990 | 1999 | 2006 | 2017 |
| Einwohner                  | 1368 | 1311 | 1143 | 1091 | 1030 | 1052 | 1129 | 1133 |
| Quellen: Cassini und INSEE |      |      |      |      |      |      |      |      |

## Sehenswürdigkeiten
- Kirche im neoromanischen Stil aus dem 19. Jahrhundert, ursprünglicher Bau aus dem 12. Jahrhundert
- Brücke über den Dordogne aus dem 18. Jahrhundert